# تشيوكيرليا
تشيوكيرليا هي قرية تقع في إقليم كونستانتا في رومانيا.

## السكان
حسب إحصائيات 2002 بلغ عدد سكان القرية 2,923 نسمة.

## أعلام
- يوسف عيسى حليم